# Willie McCartney
Willie McCartney (5 novembre 1888 – Coatbridge, 24 gennaio 1948) è stato un allenatore di calcio e calciatore scozzese, di ruolo centrocampista.

## Carriera
Ha allenato per trent'anni a Edimburgo, guidando entrambe le due principali squadre della capitale scozzese per più di un decennio.
Il 24 gennaio 1948, a Coatbridge, dopo aver vinto per 2-0 contro l'Albion Rovers nella Coppa di Scozia, McCartney ha un collasso e muore più tardi, nello stesso giorno. La squadra è presa in mano dal tecnico Hugh Shaw, che traghetterà il club al suo secondo campionato scozzese soprattutto grazie all'ottima partenza in campionato di McCartney, che si stava avviando a vincere il suo primo trofeo da manager.

## Statistiche da allenatore

### Club
In grassetto le competizioni vinte.
| Stagione         | Squadra          | Campionato       | Campionato | Campionato | Campionato | Campionato | Coppe nazionali | Coppe nazionali | Coppe nazionali | Coppe nazionali | Coppe nazionali | Coppe continentali | Coppe continentali | Coppe continentali | Coppe continentali | Coppe continentali | Altre coppe | Altre coppe | Altre coppe | Altre coppe | Altre coppe | Totale | Totale | Totale | Totale | Vittorie % | Piazzamento |
| Stagione         | Squadra          | Comp             | G          | V          | N          | P          | Comp            | G               | V               | N               | P               | Comp               | G                  | V                  | N                  | P                  | Comp        | G           | V           | N           | P           | G      | V      | N      | P      | %          | Piazzamento |
| ---------------- | ---------------- | ---------------- | ---------- | ---------- | ---------- | ---------- | --------------- | --------------- | --------------- | --------------- | --------------- | ------------------ | ------------------ | ------------------ | ------------------ | ------------------ | ----------- | ----------- | ----------- | ----------- | ----------- | ------ | ------ | ------ | ------ | ---------- | ----------- |
| 1919-1920        | Hearts           | SFL              | 42         | 14         | 9          | 19         | SC              | 3               | 2               | 1               | 0               | -                  | -                  | -                  | -                  | -                  | -           | -           | -           | -           | -           | 45     | 16     | 10     | 20     | 35,56      | 15º         |
| 1920-1921        | Hearts           | SFL              | 42         | 20         | 10         | 12         | SC              | 8               | 3               | 4               | 1               | -                  | -                  | -                  | -                  | -                  | -           | -           | -           | -           | -           | 50     | 23     | 14     | 13     | 46,00      | 3º          |
| 1921-1922        | Hearts           | SDO              | 42         | 11         | 10         | 21         | SC              | 5               | 2               | 2               | 1               | -                  | -                  | -                  | -                  | -                  | -           | -           | -           | -           | -           | 47     | 13     | 12     | 22     | 27,66      | 19º         |
| 1922-1923        | Hearts           | SDO              | 38         | 11         | 15         | 12         | SC              | 2               | 1               | 0               | 1               | -                  | -                  | -                  | -                  | -                  | -           | -           | -           | -           | -           | 40     | 12     | 15     | 13     | 30,00      | 12º         |
| 1923-1924        | Hearts           | SDO              | 38         | 14         | 10         | 14         | SC              | 5               | 3               | 1               | 1               | -                  | -                  | -                  | -                  | -                  | -           | -           | -           | -           | -           | 43     | 17     | 11     | 15     | 39,53      | 9º          |
| 1924-1925        | Hearts           | SDO              | 38         | 12         | 11         | 15         | SC              | 2               | 1               | 0               | 1               | -                  | -                  | -                  | -                  | -                  | -           | -           | -           | -           | -           | 40     | 13     | 11     | 16     | 32,50      | 10º         |
| 1925-1926        | Hearts           | SDO              | 38         | 21         | 8          | 9          | SC              | 5               | 2               | 2               | 1               | -                  | -                  | -                  | -                  | -                  | -           | -           | -           | -           | -           | 43     | 23     | 10     | 10     | 53,49      | 3º          |
| 1926-1927        | Hearts           | SDO              | 38         | 12         | 11         | 15         | SC              | 1               | 0               | 0               | 1               | -                  | -                  | -                  | -                  | -                  | -           | -           | -           | -           | -           | 39     | 12     | 11     | 16     | 30,77      | 13º         |
| 1927-1928        | Hearts           | SDO              | 38         | 20         | 7          | 11         | SC              | 4               | 2               | 1               | 1               | -                  | -                  | -                  | -                  | -                  | -           | -           | -           | -           | -           | 42     | 22     | 8      | 12     | 52,38      | 4º          |
| 1928-1929        | Hearts           | SDO              | 38         | 19         | 9          | 10         | SC              | 1               | 0               | 0               | 1               | -                  | -                  | -                  | -                  | -                  | -           | -           | -           | -           | -           | 39     | 19     | 9      | 11     | 48,72      | 4º          |
| 1929-1930        | Hearts           | SDO              | 38         | 14         | 9          | 15         | SC              | 7               | 4               | 2               | 1               | -                  | -                  | -                  | -                  | -                  | -           | -           | -           | -           | -           | 45     | 18     | 11     | 16     | 40,00      | 10º         |
| 1930-1931        | Hearts           | SDO              | 38         | 19         | 6          | 13         | SC              | 2               | 1               | 0               | 1               | -                  | -                  | -                  | -                  | -                  | -           | -           | -           | -           | -           | 40     | 20     | 6      | 14     | 50,00      | 5º          |
| 1931-1932        | Hearts           | SDO              | 38         | 17         | 5          | 16         | SC              | 3               | 2               | 0               | 1               | -                  | -                  | -                  | -                  | -                  | -           | -           | -           | -           | -           | 41     | 19     | 5      | 17     | 46,34      | 8º          |
| 1932-1933        | Hearts           | SDO              | 38         | 21         | 8          | 9          | SC              | 7               | 4               | 2               | 1               | -                  | -                  | -                  | -                  | -                  | -           | -           | -           | -           | -           | 45     | 25     | 10     | 10     | 55,56      | 3º          |
| 1933-1934        | Hearts           | SDO              | 38         | 17         | 10         | 11         | SC              | 4               | 2               | 1               | 1               | -                  | -                  | -                  | -                  | -                  | -           | -           | -           | -           | -           | 40     | 19     | 11     | 12     | 47,50      | 6º          |
| 1934-1935        | Hearts           | SDO              | 38         | 20         | 10         | 8          | SC              | 7               | 4               | 2               | 1               | -                  | -                  | -                  | -                  | -                  | -           | -           | -           | -           | -           | 45     | 24     | 12     | 9      | 53,33      | 3º          |
| Totale Hearts    | Totale Hearts    | Totale Hearts    | 620        | 262        | 148        | 210        |                 | 66              | 33              | 18              | 15              |                    | -                  | -                  | -                  | -                  |             | -           | -           | -           | -           | 686    | 295    | 166    | 225    | 43,00      |             |
| 1936-1937        | Hibernian        | SDO              | 38         | 6          | 13         | 19         | SC              | 2               | 1               | 0               | 1               | -                  | -                  | -                  | -                  | -                  | -           | -           | -           | -           | -           | 40     | 7      | 13     | 20     | 17,50      | 17º         |
| 1937-1938        | Hibernian        | SDO              | 38         | 11         | 13         | 14         | SC              | 1               | 0               | 0               | 1               | -                  | -                  | -                  | -                  | -                  | -           | -           | -           | -           | -           | 39     | 11     | 13     | 15     | 28,21      | 10º         |
| 1938-1939        | Hibernian        | SDO              | 38         | 14         | 7          | 17         | SC              | 4               | 3               | 0               | 1               | -                  | -                  | -                  | -                  | -                  | -           | -           | -           | -           | -           | 42     | 17     | 7      | 18     | 40,48      | 13º         |
| 1946-1947        | Hibernian        | SDA              | 30         | 19         | 6          | 5          | SC+SLC          | 6+9             | 4+5             | 1+2             | 1+2             | -                  | -                  | -                  | -                  | -                  | -           | -           | -           | -           | -           | 45     | 28     | 9      | 8      | 62,22      | 2º          |
| 1947-1948        | Hibernian        | SDA              | ?          | ?          | ?          | ?          | SC+SLC          | 1+6             | 1+3             | 0+1             | 0+2             | -                  | -                  | -                  | -                  | -                  | -           | -           | -           | -           | -           | 8      | 5      | 0      | 3      | 62,50      |             |
| Totale Hibernian | Totale Hibernian | Totale Hibernian | 144+       | 50+        | 39+        | 55+        |                 | 29              | 17              | 4               | 8               |                    | -                  | -                  | -                  | -                  |             | -           | -           | -           | -           | 173    | 67     | 43     | 63     | 38,73      |             |
| Totale carriera  | Totale carriera  | Totale carriera  | 764+       | 312+       | 187+       | 265+       |                 | 95              | 50              | 22              | 23              |                    | -                  | -                  | -                  | -                  |             | -           | -           | -           | -           | 859    | 362    | 209    | 288    | 42,14      |             |

## Palmarès

### Giocatore

#### Competizioni nazionali
- Glasgow Merchants Charity Cup: 1

Hibernian: 1902

### Allenatore

#### Competizioni nazionali
- Campionato scozzese: 1

Hibernian: 1947-1948